# Градище (Габрово)
Вижте пояснителната страница за други значения на Градище.
Руините на ранновизантийската крепост „Градище“ се намират на 3 km югоизточно от град Габрово.
Нейната поява се отнася към 4 – 6 век. Като част от римската провинция Долна Мизия, организирана на територията между Дунав и Стара планина. Това било типично укрепено селище за онова време. При археологически разкопки са намерени останки от 45 помещения, които са били плътно долепени едно до друго. При тези проучвания били открити различни предмети от ежедневния живот и бит на хората – стари монети, накити, украшения, които разкриват културата и традициите на неговите жители. Днес те се съхраняват в историческия музей в Габрово.
Запазени са останки от крепостна стена на крепостта, пазела подстъпите на Шипченския проход. В нея са открити останки от църква, функционирала от IV до VII век, с крипта, допълнителен параклис от V век и остатъци от стенописи. На 200 метра източно от крепостта са открити следи от друга църква от VI век с баптистерий и разположен източно от нея некропол.
През 80-те години на ХХ век са изваръшени разкопки и реставрация на част от стените на крепостта.
При ясно време се виждат отвесните скали на Витата стена и връх Ботев.